# Anrode
Anrode – dawna gmina w Niemczech, w kraju związkowym Turyngia, w powiecie Unstrut-Hainich.
Do gminy należało pięć dzielnic (Ortsteil): 
- Bickenriede
- Dörna
- Hollenbach
- Lengefeld
- Zella z osadą Breitenbich

1 stycznia 2023 gmina została zlikwidowana. Dzielnice Dörna i Lengefeld przyłączono do gminy Unstruttal, dzielnicę Hollenbach przyłączono do miasta Mühlhausen/Thüringen, a dzielnice Bickenriede oraz Zella z osadą Breitenbich przyłączono do miasta Dingelstädt w powiecie Eichsfeld.